# Париж — Бурж 2023
72-й выпуск Париж — Бурж — шоссейной однодневной велогонки по дорогам Франции, Италия. Гонка была проведена 5 октября 2023 года в рамках Европейского тура UCI 2023 (категория 1.1). Победителем стал французский велогонщик Арно Демар.

## Участники
| UCI WorldTeams (9)- Bora-Hansgrohe - Intermarché-Circus-Wanty - AG2R Citroën Team - Alpecin-Deceuninck - Cofidis - UAE Team Emirates - Groupama-FDJ - Lidl-Trek - Arkéa-Samsic UCI ProTeams (6)- TotalEnergies - Equipo Kern Pharma - Euskaltel-Euskadi - Lotto Dstny - Team Flanders-Baloise - Uno-X Pro Cycling Team UCI Continental Teams (4)- Nice Métropole Côte d'Azur - Saint Michel-Mavic-Auber 93 - CIC U Nantes Atlantique - Van Rysel-Roubaix Lille Métropole |
| |

## Маршрут
Стартовой точкой велогонки, несмотря на название «Париж — Бурж», был не Париж, а город Жьен. С 2007 года именно этот небольшой городок стал местом начала соревнований. От Жьена пелотон двигался по холмистой местности на юг в сторону Буржа. Особенно сложными были участки между сотым и сто пятьдесят третьим километром, где шло много подъемов. Однако последние 40 километров большей частью проходили вниз, ведя гонщиков прямиком к скоростному финишу.

## Ход гонки
Трое гонщиков — Де Бондт, Аспаррен и Жюйяр — долго сопротивлялись их преследователям, но были догнаны всего за два с половиной километра до финиша. После этого скорость сразу же увеличилась, команды начали готовиться к спринту. Команды Arkéa — Samsic и Groupama — FDJ, казалось, боролись только друг с другом за победу, но в эту борьбу вмешался и Арно Де Ли. Бельгиец из команды Lotto Dstny быстро вырвался вперед, почти лишив Арно Демара победы, но Де Ли подвела техника.

## Результаты
| \| Генеральная классификация \| Генеральная классификация \| Генеральная классификация \| Генеральная классификация \| Генеральная классификация \| \| Гонщик \| Гонщик \| Команда \| Время \| \| \| ------------------------- \| ------------------------- \| ------------------------- \| ------------------------- \| ------------------------- \| \| 1-й \| Арно Демар \| Arkéa-Samsic \| 4ч 25' 56 \| \| \| 2-й \| Арно Де Ли \| Lotto Dstny \| + 0 \| \| \| 3-й \| Йорди Мёйс \| Bora-Hansgrohe \| + 0 \| \| |            |                |           |
| |            |                |           |
| |            |                |           |
| Генеральная классификация |            |                |           |
| Гонщик | Гонщик     | Команда        | Время     |
| 1-й | Арно Демар | Arkéa-Samsic   | 4ч 25' 56 |
| 2-й | Арно Де Ли | Lotto Dstny    | + 0       |
| 3-й | Йорди Мёйс | Bora-Hansgrohe | + 0       |